# امیر خسروانی
امیرخسروانی(زاده ١٢ اسفند ١٣٧٢ در برازجان استان بوشهر) ورزشکار پارا دو و میدانی ایران است که موفق شد در مسابقات پرش طول کلاس T۱۲ پارالمپیک ۲۰۲۰ توکیو به مدال طلا دست یابد.
خسروانی از سال ۲۰۱۳ عضو تیم ملی پارا دوومیدانی ایران بوده و رشته تخصصی او پرش طول محسوب می‌شود. وی توانسته در مسابقات آسیایی و جهانی به مدال طلا، نقره و برنز دست پیدا کند و مهم‌ترین دستاورد او موفق در پارالمپیک ۲۰۲۰ است.

## جوایز و افتخارات
- مدال طلا پارالمپیک توکیو در رشته پرش طول (۲۰۲۰)[۲][۳][۴][۵][۶][۷][۸]
- مدال برنز مسابقات آسیایی جاکارتا (۲۰۱۸)
- مدال طلای بازیهای همبستگی کشورهای اسلامی در باکو (۲۰۱۷)[۹][۱۰]
- مدال طلا پرش مسابقات جهانی گرند پری (مراکش ۲۰۲۲)
- مدال نقره مسابقات جایزه بزرگ فزا (دبی امارات ۲۰۲۳)
- مدال نقره مسابقات قهرمانی جهان (پاریس فرانسه ۲۰۲۳)[۱۱]
- مدال طلای پرش طول مسابقات مسابقات قهرمانی جهان (لهستان ۲۰۱۹)
- مدال نقره دوی ۱۰۰ متر مسابقات قهرمانی جهان (لهستان ۲۰۱۹)
- مدال طلای پرش طول مسابقات مسابقات قهرمانی جهان (جمهوری چک ۲۰۱۷)
- مدال نقره دوی ۱۰۰ متر مسابقات قهرمانی جهان (جمهوری چک ۲۰۱۷)